# 저알코올 음료
저알코올 음료는 술보다는 에탄올 함량이 낮지만 알코올을 함유하며 술의 맛과 향을 내는 음료이다. 특히 맥주의 맛을 내는 음료가 많다. 맥주의 느낌을 내기 위해 탄산을 첨가하여 탄산 음료에 속하는 것이 많다.

## 국내
1989년 대한민국에는 호프액에 효묘 탄산을 넣은 저알코올 탄산음료가 처음 도입되어 술을 마시지 못하는 여성들에게 인기를 끌었다. 현재 저알코올 음료는 노래방에서 주로 팔리고 있다. 대한민국의 노래방에서는 유흥주점과 달리 술을 팔지 못한다. 주세법상 술은 알코올 농도 1% 이상의 것을 말한다. 노래방에서 맥주맛을 내는 저알코올 음료가 널리 팔리면서 식품의약품안전청은 1998년 질의에서 술이 아니라 노래방에서 팔수 있다는 결론을 내렸다. 캔맥주 디자인과 유사하면서 상표까지 유사 상표를 붙인 저알코올 음료가 노래방에서 유통되면서 노래방 주인들이 손님에게 맥주를 달라고 하면 맥주 대신 저알콜음료를 주면서 더 비싼값에 팔아 사회적 문제가 되었다. 이에 대해 맥주 업체들은 저알코올 음료 업체에 소송을 걸기도 하였다.

## 같이 보기
- 청량 음료
- 술